# Campionat del món de ciclisme en pista de 2008
El Campionat Mundial de Ciclisme en Pista de 2008 es va celebrar a Manchester (Anglaterra) entre el 26 i el 30 de març de 2008. Les competicions es van celebrar al Velòdrom de Manchester. En total es va competir en 18 disciplines, 10 de masculines i 8 de femenines. En aquesta edició va debutar la Persecució per equips femenina.

## Resultats

### Masculí
| Prova                     | Or                                                                           | Argent                                                                                      | Bronze                                                                  |
| Velocitat individual      | Chris Hoy · Regne Unit ·                                                     | Kévin Sireau · França                                                                       | Mickaël Bourgain · França                                               |
| Velocitat per equips      | França · Grégory Baugé · Kévin Sireau · Arnaud Tournant                      | Regne Unit · Chris Hoy · Ross Edgar · Jamie Staff                                           | Països Baixos · Theo Bos · Teun Mulder · Tim Veldt                      |
| Persecució individual     | Bradley Wiggins · Regne Unit                                                 | Jenning Huizenga · Països Baixos                                                            | Aleksei Màrkov · Rússia                                                 |
| Persecució per equips     | Regne Unit · Edward Clancy · Paul Manning · Geraint Thomas · Bradley Wiggins | Dinamarca · Casper Jørgensen · Jens-Erik Madsen · Michael Færk Christensen · Alex Rasmussen | Austràlia · Graeme Brown · Mark Jamieson · Bradley McGee · Luke Roberts |
| Quilòmetre contrarellotge | Teun Mulder · Països Baixos ·                                                | Michaël D'Almeida · França ·                                                                | François Pervis · França ·                                              |
| Cursa per punts           | Vassil Kirienka · Belarús ·                                                  | Christophe Riblon · França ·                                                                | Peter Schep · Països Baixos ·                                           |
| Keirin                    | Chris Hoy · Regne Unit ·                                                     | Teun Mulder · Països Baixos ·                                                               | Christos Volikakis · Grècia                                             |
| Madison                   | Mark Cavendish · Bradley Wiggins · Regne Unit ·                              | Roger Kluge · Olaf Pollack · Alemanya ·                                                     | Michael Mørkøv · Alex Rasmussen · Dinamarca ·                           |
| Scratch                   | Aliaksandr Lisouski · Belarús ·                                              | Wim Stroetinga · Països Baixos ·                                                            | Roger Kluge · Alemanya ·                                                |
| Òmnium                    | Hayden Godfrey · Nova Zelanda ·                                              | Leigh Howard · Austràlia ·                                                                  | Aliaksandr Lisouski · Belarús ·                                         |

### Femení
| Prova                     | Or                                                                 | Argent                                                          | Bronze                                                             |
| Velocitat individual      | Victoria Pendleton · Regne Unit                                    | Simona Krupeckaite · Lituània                                   | Jennie Reed · Estats Units                                         |
| Persecució individual     | Rebecca Romero · Regne Unit ·                                      | Sarah Hammer · Estats Units                                     | Katie Mactier · Austràlia                                          |
| 500 metres contrarellotge | Lisandra Guerra · Cuba ·                                           | Simona Krupeckaite · Lituània                                   | Sandie Clair · França                                              |
| Cursa per punts           | Marianne Vos · Països Baixos                                       | Trine Schmidt · Dinamarca ·                                     | Vera Carrara · Itàlia                                              |
| Scratch                   | Ellen van Dijk · Països Baixos ·                                   | Yumari González · Cuba ·                                        | Belinda Goss · Austràlia ·                                         |
| Keirin                    | Jennie Reed · Estats Units                                         | Victoria Pendleton · Regne Unit                                 | Christin Muche · Alemanya                                          |
| Velocitat per equips      | Victoria Pendleton · Shanaze Reade · Regne Unit ·                  | Gong Jinjie · Zheng Lulu · R.P. de la Xina ·                    | Dana Glöss · Miriam Welte · Alemanya ·                             |
| Persecució per equips     | Wendy Houvenaghel · Rebecca Romero · Joanna Rowsell · Regne Unit · | Svitlana Haliuk · Léssia Kalitovska · Liubov Xulika · Ucraïna · | Charlotte Becker · Verena Jooß · Alexandra Sontheimer · Alemanya · |

## Medaller
| Pos.  | País            | Or | Plata | Bronze | Total |
| 1     | Regne Unit      | 9  | 2     |        | 11    |
| 2     | Països Baixos   | 3  | 3     | 2      | 8     |
| 3     | Belarús         | 2  |       | 1      | 3     |
| 4     | França          | 1  | 3     | 3      | 7     |
| 5     | Estats Units    | 1  | 1     | 1      | 3     |
| 6     | Cuba            | 1  | 1     |        | 2     |
| 7     | Nova Zelanda    | 1  |       |        | 1     |
| 8     | Dinamarca       |    | 2     | 1      | 3     |
| 9     | Lituània        |    | 2     |        | 2     |
| 10    | Alemanya        |    | 1     | 4      | 5     |
| 11    | Austràlia       |    | 1     | 3      | 4     |
| 12    | R.P. de la Xina |    | 1     |        | 1     |
| 12    | Ucraïna         |    | 1     |        | 1     |
| 14    | Grècia          |    |       | 1      | 1     |
| 14    | Itàlia          |    |       | 1      | 1     |
| 14    | Rússia          |    |       | 1      | 1     |
| Total | Total           | 18 | 18    | 18     | 54    |